# Lombard-Pápa TFC
Lombard-Pápa TFC este un club de fotbal din Pápa, Ungaria. Echipa susține meciurile de acasă pe Stadionul Várkerti cu o capacitate de 5.000 de locuri.